# 廣中直行
廣中直行（広中直行、ひろなか なおゆき、1956年- ）は、日本の心理学者。

## 略歴
山口県生まれ。東京大学文学部心理学科卒業、同大学院人文科学研究科博士課程単位取得退学。1996年埼玉医科大学医学博士。実験動物中央研究所研究員、1997年理化学研究所脳科学総合研究センター研究員、2001年専修大学文学部心理学科教授、2005年科学技術振興機構ERATO下條潜在脳機能プロジェクト、2010年NTTコミュニケーション科学基礎研究所、2013年LSIメディエンス薬理研究部。マーケティング共創協会研究主幹。

## 著書
- 『人はなぜハマるのか』岩波書店(岩波科学ライブラリー 2001
- 『快楽の脳科学 「いい気持ち」はどこから生まれるか』日本放送出版協会 (NHKブックス)2003
- 『やめたくてもやめられない脳 依存症の行動と心理』2003 ちくま新書
- 『心理学へのスタディガイド』世界思想社 2007
- 『心に効く薬の正体』2013 ベスト新書
- 『依存症のすべて 「やめられない気持ち」はどこから来る?』講談社 (こころライブラリー)2013
- 『医療スタッフのための心の生物学入門』協同医書出版社 2016
- 『アップルのリンゴはなぜかじりかけなのか? 心をつかむニューロマーケティング』2018 光文社新書

### 共編著
- 『実験心理学の新しいかたち』編著 誠信書房 (心理学の新しいかたち 2004
- 『生理心理学 脳のはたらきから見た心の世界』岡田隆, 宮森孝史共著 サイエンス社(コンパクト新心理学ライブラリ 2005
- 『心理学研究法 3学習・動機・情動』編著 誠信書房 2011
- 『「ヤミツキ」の力』遠藤智樹共著 2011 (光文社新書

### 翻訳
- レスリー・アイヴァーセン『薬』岩波書店(1冊でわかる)2003
- デニス・A.デカタンザロ『動機づけと情動』浜村良久監訳,岡田隆, 筒井雄二共訳 協同出版(現代基礎心理学選書 2005

## 論文
- <廣中直行